# Бушу, Эммануэль
Эммануэль Бушу, встречается иной вариант имени — Иммануэль (31 июля 1944 года, Нгорим, Камерун) — четвёртый католический епископ епархии Йагуа с 17 декабря 1992 года по 30 ноября 2006 года, четвёртый епископ епархии Буэа с 30 ноября 2006 года по 28 декабря 2019 года.

## Биография
Родился в 1944 году в селении Нгорим, Камерун. После получения школьного образования обучался в католической семинарии в Мемориальной семинарии Энугу, Нигерия. 7 января 1973 года рукоположён в священники. Служил в католических приходах Камеруна.
17 декабря 1992 года римский папа Иоанн Павел II назначил его епископом Йагуа. 25 марта 1993 года состоялось его р укоположение в епископы, которое совершил апостольский про-нунций Габона, Камеруна и Экваториальной Гвинеи архиепископ Сантос Абриль-и-Кастельо в сослужении с архиепископом Гаруа Антуаном Нталу и епископом Кумбо Корнелием Фонтеном Эсуа.
30 ноября 2006 года римский папа Иоанн Павел II назначил его епископом Буэа. 30 ноября 2007 года состоялось вступление в должность. 28 декабря 2019 года подал в отставку.
Между ним и его преемником епископом Майклом Миабесуэ Биби в течение трёх лет был конфликт по поводу важных епархиальных решений. Согласно Майклу Миабесуэ Биби Эммануэль Бушу противодействовал работе епархиальной администрации и и вмешивался в её деятельность. В январе 2024 года ординарий епархии Буэа епископ Майкл Миабесуэ Биби запретил Эммануэлю Бушу служить мессу на территории всей епархии Буэа.